# Evelyn Nelson
Evelyn Nelson (Chloride; 13 de noviembre de 1899 - Los Ángeles, California, Estados Unidos; 16 de junio de 1923) fue una bailarina y actriz del cine mudo estadounidense.

## Carrera
Nelson nació en Chloride, Arizona, hija de William Henry y Georgia P. Nelson. Su hermana, Pauline Nelson, era un año mayor y también era actriz. Evelyn comenzó su carrera bailando en Bull's Eye Follies.  
La breve carrera cinematográfica de Nelson comenzó con una comedia corta de 1920 llamada Springtime. La actriz desempeñó el papel de la hija de El Comisionado, que fue interpretado por Oliver Hardy. Sus créditos de pantalla son solo quince.
Actuó por última vez en Western Rider (1923) en el papel de "Carolyn Gray".
A lo largo de su breve trayectoria compartió escenario con grandes artistas como Jack Hoxie, Frank Rice, George Chesebro, Milburn Morante,
Olin Francis, William Fairbanks, Harry Lamont, Roy Stewart, entre otros.

## Suicidio

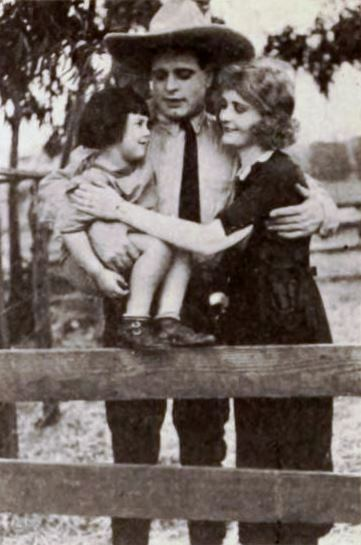
Junto al actor Jack Hoxie en el film The King of Indian Peak (1921).

Evelyn comenzó una aventura apasionada con el actor casado Wallace Reid. Terminó la relación porque temía que arruinara su carrera. Trágicamente, en enero de 1923, Wallace murió de una sobredosis de drogas. Evelyn fue devastada por su muerte.
En 1923, la madre Georgia P. Nelson encontró a la actriz muerta en una habitación llena de gas. Las dos mujeres residían en 6281 de Longpre Avenue en Los Ángeles, California. El cuerpo fue encontrado después de que la madre regresó de una visita a su yerno Charles L. King. La estrella de las comedias de Hollywood no había sido vista durante días y se presumía que había estado muerta por algún tiempo.
Nelson dejó dos notas en su habitación que fueron encontradas por la policía. Una dijo que tenía la intención de acabar con su vida porque estaba cansada. El otro dijo: "Estoy a punto de desaparecer y pronto estaré con mi amigo Wally".

## Filmografía parcial
- Springtime (1920)
- The Decorator (1920)
- The Trouble Hunter (1920)
- The Backyard (|1920)
- His Jonah Day (1920)
- The Forbidden Trail (1923)